# Pontiac Special
Der Pontiac Special Serie 25 war ein Mittelklasse-PKW, der im Modelljahr 1940 von Pontiac, einer Marke von General Motors, als Nachfolger des Modells Quality 115 gefertigt wurde.
1940 wurde auch der Quality 115 grundlegend überarbeitet. Zwar war der neue Special – wie sein Vorgänger – als 2-türiges Coupé mit drei oder fünf Sitzen, als 2- oder 4-türige Limousine mit fünf Sitzen oder als 5-türiger Kombi mit acht Sitzen erhältlich. Der Wagen war aber in der Länge deutlich gewachsen und hatte eine Alligatorhaube und in die vorderen Kotflügel integrierte Scheinwerfer.
Der  seitengesteuerten Sechszylinder-Reihenmotor mit 3649 cm³ Hubraum gab nun 100 bhp (74 kW) bei 3.700 min−1 ab. Einscheiben-Trockenkupplung, ein vollsynchronisiertes Dreiganggetriebe mit Lenkradschaltung, hydraulische Bremsen an allen vier Rädern und Einzelradaufhängung vorne gehörten zum Standard.
Im Folgejahr ersetzte das schon 1940 gefertigte Modell Torpedo den „Special“. Im einzigen Produktionsjahr waren 106.892 Wagen entstanden.